# Ralph Bunche
Ralph Johnson Bunche (Detroit, 7 de agosto de 1904 — Nova Iorque, 9 de dezembro de 1971) foi um cientista político, acadêmico e diplomata estadunidense que recebeu o Prêmio Nobel da Paz de 1950 por sua mediação no final dos anos 1940 em Israel. Ele foi o primeiro afro-americano a ser homenageado. Ele esteve envolvido na formação e administração das Nações Unidas e desempenhou um papel importante em várias operações de manutenção da paz patrocinadas pela ONU. Em 1963, ele foi premiado com a Medalha Presidencial da Liberdade pelo presidente John F. Kennedy.
Bunche serviu na delegação dos Estados Unidos nas Conversas de Washington sobre a Paz Internacional e Organização de Segurança em 1944 e na Conferência das Nações Unidas sobre a Organização Internacional em San Francisco em 1945, que redigiu a Carta da ONU. Bunche serviu na delegação americana na primeira sessão da Assembleia Geral das Nações Unidas em 1946. Ele então se juntou à ONU como chefe do Departamento de Tutela e iniciou uma longa série de funções de solução de problemas. Em 1948, ele se tornou um mediador interino para o Oriente Médio, negociando um armistício entre Egito e Israel. Por esse sucesso, ele recebeu o Prêmio Nobel da Paz em 1950. Ele continuou a servir nas Nações Unidas, trabalhando em crises no Sinai (1956), no Congo (1960), Iêmen (1963), Chipre (1964) e Bahrein em 1970, reportando-se diretamente ao secretário-geral da ONU. Ele também presidiu grupos de estudo que lidam com recursos hídricos no Oriente Médio. Em 1957, foi promovido a subsecretário para assuntos políticos especiais, sendo o principal responsável pelas funções de manutenção da paz. Em 1965, ele supervisionou o cessar-fogo após a guerra entre a Índia e o Paquistão. Ele se aposentou da ONU em 1971.

## Nações Unidas
Perto do final da Segunda Guerra Mundial em 1944, Bunche participou do planejamento para as Nações Unidas na Conferência de Dumbarton Oaks, realizada em Washington, DC Ele foi assessor da delegação dos EUA para a "Conferência da Carta" das Nações Unidas realizada em 1945, quando foi elaborado o documento normativo. Junto com a primeira-dama Eleanor Roosevelt, Bunche foi fundamental na criação e adoção da Declaração Universal dos Direitos Humanos. Bunche exortou os afro-americanos a assumir posições na ONU. “Os negros deveriam se ocupar e se preparar para conseguir alguns dos empregos da organização das Nações Unidas”, aconselhou. "Haverá todos os tipos de empregos e os negros deveriam tentar conseguir empregos em todos os níveis. Alguma organização deveria estar trabalhando nisso agora."
De acordo com o documento das Nações Unidas, "Ralph Bunche: Visionary for Peace", durante seus 25 anos de serviço às Nações Unidas, ele
... defendeu o princípio de direitos iguais para todos, independentemente de raça ou credo. Ele acreditava 'na bondade essencial de todas as pessoas e que nenhum problema nas relações humanas é insolúvel'. Por meio do Conselho de Tutela da ONU , Bunche preparou o cenário internacional para um período de rápida transformação, desmantelando os antigos sistemas coloniais na África e na Ásia e guiando dezenas de nações emergentes durante a transição para a independência na era pós-guerra.

### Conflito árabe-israelense e Prêmio Nobel da Paz
A partir de 1947, Bunche se envolveu na tentativa de resolver o conflito árabe-israelense na Palestina. Ele serviu como assistente do Comitê Especial das Nações Unidas sobre a Palestina e, posteriormente, como secretário principal da Comissão Palestina da ONU. Em 1948, ele viajou para o Oriente Médio como assessor chefe do conde Folke Bernadotte, da Suécia, nomeado pela ONU para mediar o conflito. Esses homens escolheram a ilha de Rodes como base e sede de trabalho. Em setembro de 1948, Bernadotte foi assassinado em Jerusalém por membros do grupo clandestino judeu Lehi, liderado por Yitzhak Shamir. Bunche emitiu passes para o pessoal das Nações Unidas monitorar os acordos de armistício de 1949.
Bunche com o primeiro-ministro israelense Levi Eshkol, 1966
Após o assassinato, Bunche se tornou o mediador principal da ONU; ele conduziu todas as negociações futuras em Rodes. O representante de Israel foi Moshe Dayan; ele relatou em suas memórias que grande parte de sua delicada negociação com Bunche foi conduzida sobre uma mesa de bilhar enquanto os dois estavam jogando sinuca. De forma otimista, Bunche encomendou a um oleiro local a criação de placas memoriais exclusivas com o nome de cada negociador. Quando o acordo foi assinado, Bunche concedeu esses presentes. Depois de desembrulhar o seu, Dayan perguntou a Bunche o que poderia ter acontecido se nenhum acordo tivesse sido alcançado. "Eu teria quebrado os pratos nas suas malditas cabeças", respondeu Bunche. Por alcançar os Acordos de Armistício de 1949, Bunche recebeu o Prêmio Nobel da Paz em 1950. Ele continuou a trabalhar para as Nações Unidas, mediando em outras regiões devastadas por conflitos, incluindo o Congo, Iêmen, Caxemira e Chipre. Bunche foi nomeado subsecretário-geral das Nações Unidas em 1968.

## Movimento pelos Direitos Civis
Bunche foi um defensor ativo e vocal do Movimento dos Direitos Civis nos Estados Unidos. Ele participou da marcha de 1963 em Washington, onde Martin Luther King Jr. fez seu discurso "Eu tenho um sonho", e também da marcha de Selma para Montgomery, Alabama, em 1965, que contribuiu para a aprovação da histórica Lei dos Direitos de Voto de 1965 e aplicação federal dos direitos de voto.
Bunche morou no bairro de Kew Gardens em Queens, Nova York, em uma casa comprada com o dinheiro do Prêmio Nobel, de 1953 até sua morte. Como muitas outras pessoas de cor, Bunche continuou a lutar contra o racismo nos Estados Unidos e às vezes em seu próprio bairro. Em 1959, ele e seu filho, Ralph, Jr., não puderam ser membros do West Side Tennis Club, no bairro de Forest Hills, no Queens. Depois que a questão ganhou cobertura nacional pela imprensa, o clube ofereceu aos Bunches um pedido de desculpas e um convite de adesão. O funcionário que os rejeitou renunciou. Bunche recusou a oferta, dizendo que não era baseada na igualdade racial e era uma exceção baseada apenas em seu prestígio pessoal.
Bunche nunca foi comunista ou marxista e, em vez disso, sofreu fortes ataques da imprensa pró-soviética.